# ダンシングヒーロー (1990年のパチンコ機)
ダンシングヒーローは、1990年4月にSANKYOが発売した、センター役物の中にダンスをするロボットが配置されているパチンコ機のシリーズ名。ダンシングヒーローⅠとダンシングヒーローⅡの2機種がある。

## 概要
貯留型の羽根モノタイプ。賞球数違いのⅠとⅡは同時に発売された。センター役物内に配置されているロボットは、スタートチャッカー入賞時にアップダウンし、手前にある溝に玉を1個だけ貯留できる。ここに貯留された玉は、下段に落下したあと高確率でVゾーンに入賞する。役物内のロボットの足は可動式となっていて、動作していない時でも完全には固定されていない。この部分に台ごとのクセがあり、玉がぶつかっても正面を向いて両足がガードしてくれる台と、ぶつかることにより両足が動いてしまい玉の進路を妨げてしまう台が存在した。

## スペック
- ダンシングヒーローⅠ
  - 賞球数 ALL13
  - 大当たり最高継続 8R
  - 最大貯留 1個
- ダンシングヒーローⅡ
  - 賞球数 5&10
  - 大当たり最高継続 8R
  - 最大貯留 1個

## 演出
大当たり中は役物内のロボットの頭が下がったままになり、玉を1個貯留できるようになる。この貯留はハズレ5カウント後に解除され、貯留解除と同時に、ロボットの2本の足が左右に動く。貯留される玉は1個だが、V入賞率は高く継続しやすい。